# Maurice d'Ocagne
Philibert Maurice d'Ocagne (Parigi, 25 marzo 1862 – Le Havre, 23 settembre 1938) è stato un matematico e ingegnere francese noto soprattutto per aver sviluppato la nomografia, un sistema di calcolo grafico per la soluzione di problemi matematici..
La famiglia d'Ocagne era originaria della provincia d'Alençon, dove la sua presenza è attestata fin dal XIII secolo. Un ramo della famiglia si stabilì a Parigi nel corso del XVIII secolo.
Mortimer d'Ocagne, il padre di Maurice, lavorava come agente di cambio e pubblicò numerosi scritti di carattere economico e finanziario, nonché un libro sulle Grandes Écoles francesi. Come critico teatrale della Revue britannique, carica che ricoperse a lungo, si recava tutte le sere a teatro e non perse nessuna "prima". Quando morì nel 1919, all'età di 98 anni, era il decano degli abbonati all'Opéra.
Maurice d'Ocagne, dopo aver studiato al collège Chaptal e al liceo Fontanes (l'attuale liceo Condorcet), pubblica i suoi primi lavori matematici nel 1877.
Nel 1880, dopo aver pubblicato sui Nouvelles annales de mathématiques, si iscrive all'École polytechnique. Al termine degli studi entra nel "corps des Ponts et Chaussées" ed esercita per sei anni la professione d'ingegnere. Dapprima come addetto al servizio del lavori idraulici della marina militare a Rochefort e a Cherbourg, per il dipartimento di Seine-et-Oise, negli uffici di Pontoise. A partire dal 1882, comunica diverse note all'Accademia francese delle scienze e suoi lavori vengono pubblicati da riviste prestigiose come il Journal de l'École polytechnique, il Bulletin de la Société mathématique de France, gli Acta mathematica, la Revue générale des sciences, l'Archiv der Mathematik und Physik, lAmerican Journal of mathematics, etc.

## Opere
- Coordonnées parallèles et axiales, Parigi, Gauthier-Villars, 1895.
- Traité de Nomographie, Parigi, Gauthier-Villars, 1899.
- Sur les divers modes d'application de la méthode graphique à l'art du calcul. Calcul graphique et calcul nomographique, in Compte rendu du deuxième Congrès international des mathématiciens tenu à Paris du 6 au 12 août 1900, Parigi, Gauthier-Villars, 1900,  pp. 419-424.
- Calcul graphique et nomographie, Parigi, Doin, 1908.
- Calcul simplifié par les procédés mécaniques et graphiques
- Géométrie infinitésimale: Ecole Polytechnique: [1ère] Division: 1908-1909, Ecole polytechnique (Paris), 1909. testo disponibile su IRIS
- Cours de géométrie. Première partie: Géométrie pure. Deuxième partie: Géométrie appliquée, cours de l'École Polytechnique, Gauthier-Villars, 1930
- Cours de géométrie descriptive et de géométrie infinitésimale, cours professé à l'école des Ponts-et-Chaussées, Gauthier-Villars et fils, 1896. texte sur Gallica
- Souvenirs et causeries, Plon, 1928. Contiene varie considerazioni e biografie più o meno estese di diverse personaggi tra cui: Matilde Bonaparte, l'Imperatrice Eugenia, Michel Chasles, Joseph Bertrand, Charles Hermite, Henri Poincaré; Georges Humbert, il nipote matematico di Victor Hugo, Émilie de Breteuil marchese di Châtelet, Maria Gaetana Agnesi, Sophie Germain, Mary Somerville, Ada Lovelace, Sof'ja Vasil'evna Kovalevskaja, André-Marie Ampère.
- Notions sommaires de géométrie projective à l'usage des candidats à l'Ecole Polytechnique, Gauthier-Villars, 1924.
- Hommes & choses de science — Propos familiers, in tre volumi, 1930-1936, Librairie Vuibert
- Napoléon et les savants, conferenza tenuta il 16 febbraio 1934 per l'associazione di veterani "Napoléon", Vannes, Imprimerie Lafolye et J. de Lamarzelle. texte sur Gallica